# Anilocra physodes
Anilocra physodes är en kräftdjursart som först beskrevs av Carl von Linné 1758.  Anilocra physodes ingår i släktet Anilocra och familjen Cymothoidae. Inga underarter finns listade i Catalogue of Life.

## Bildgalleri

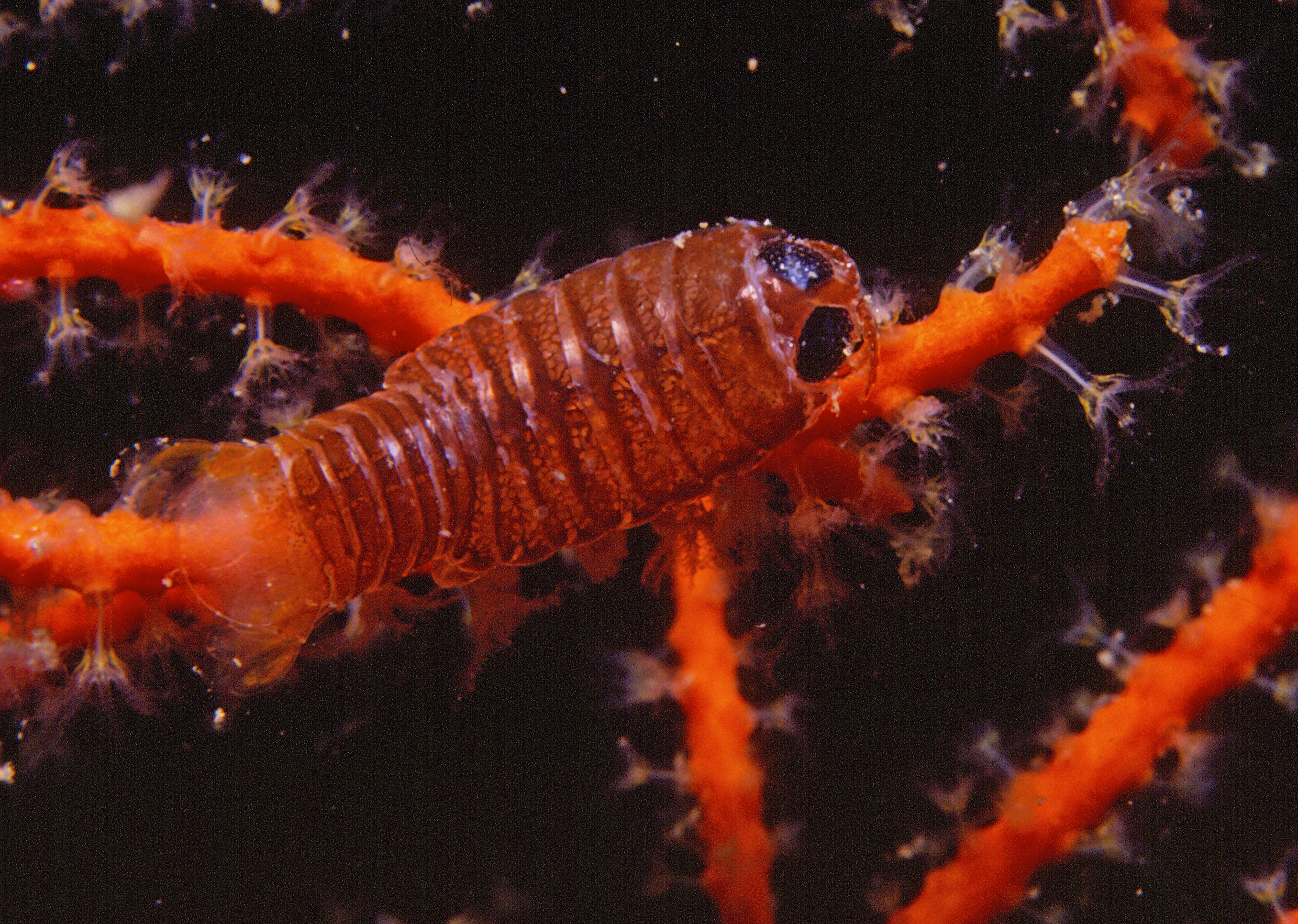
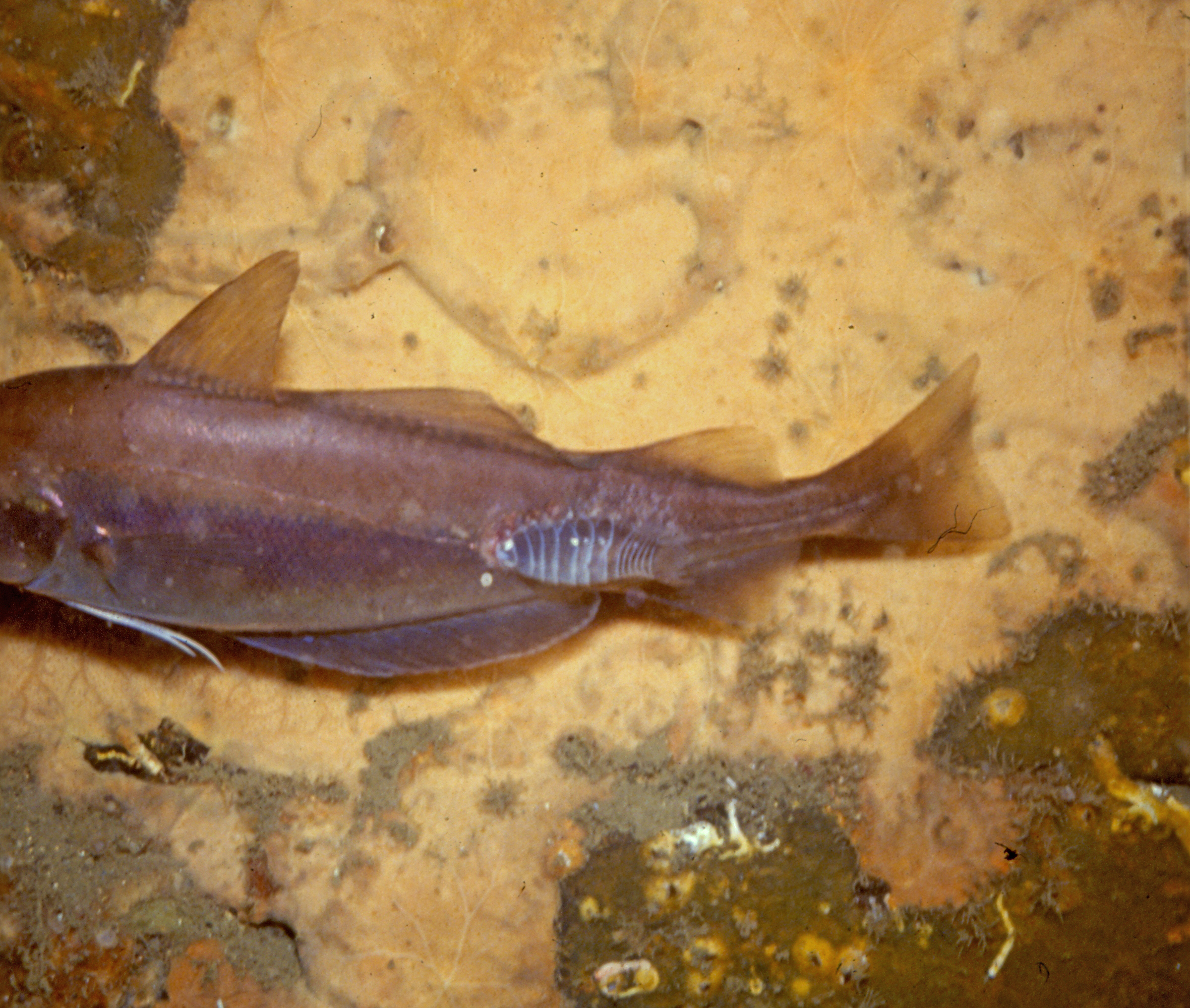
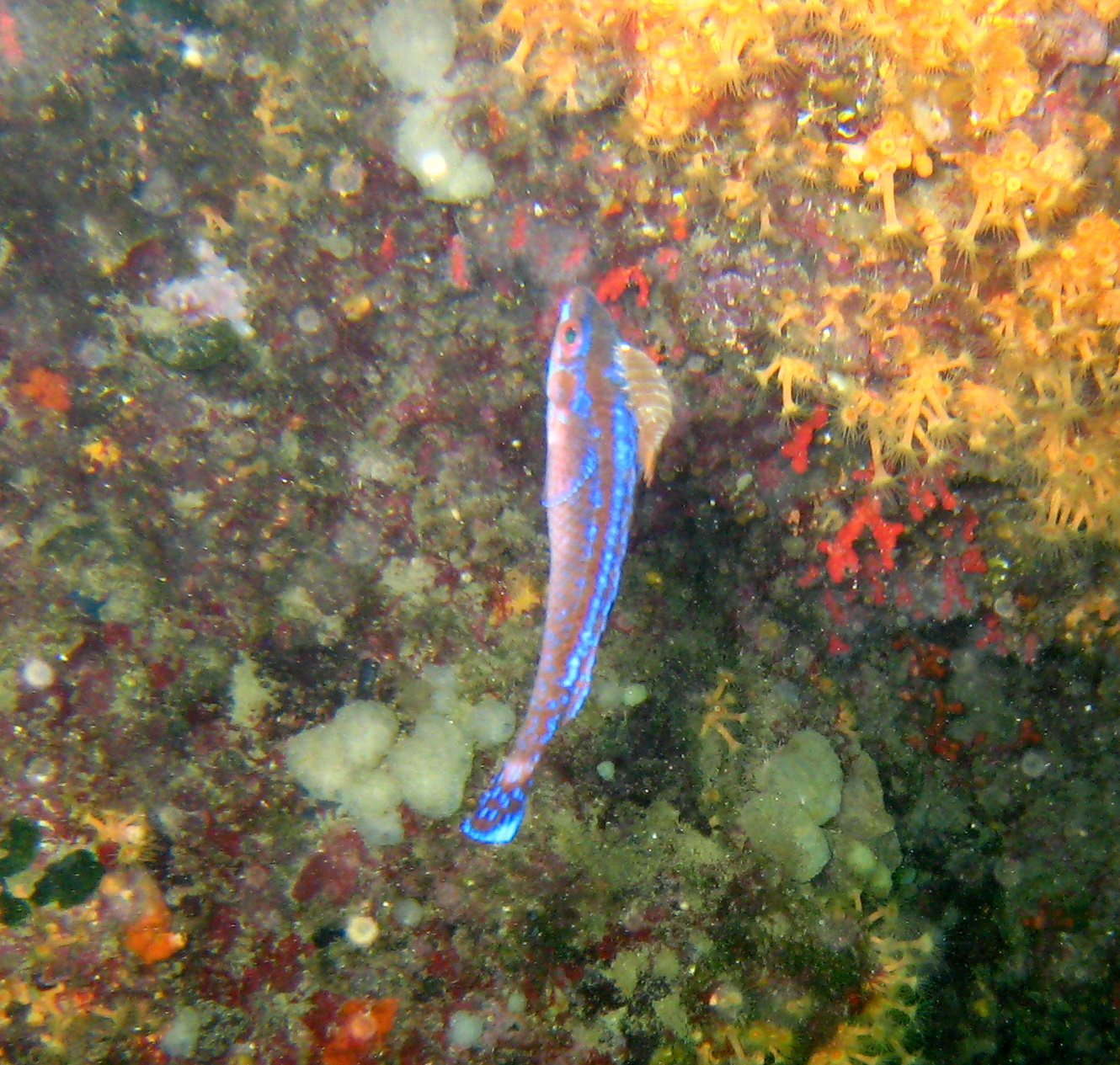